# Karel Šebek
Karel Šebek (* 3. dubna 1941 Jilemnice nebo Vrchlabí, od 11. dubna 1995 nezvěstný) byl český surrealistický básník a výtvarník.

## Život

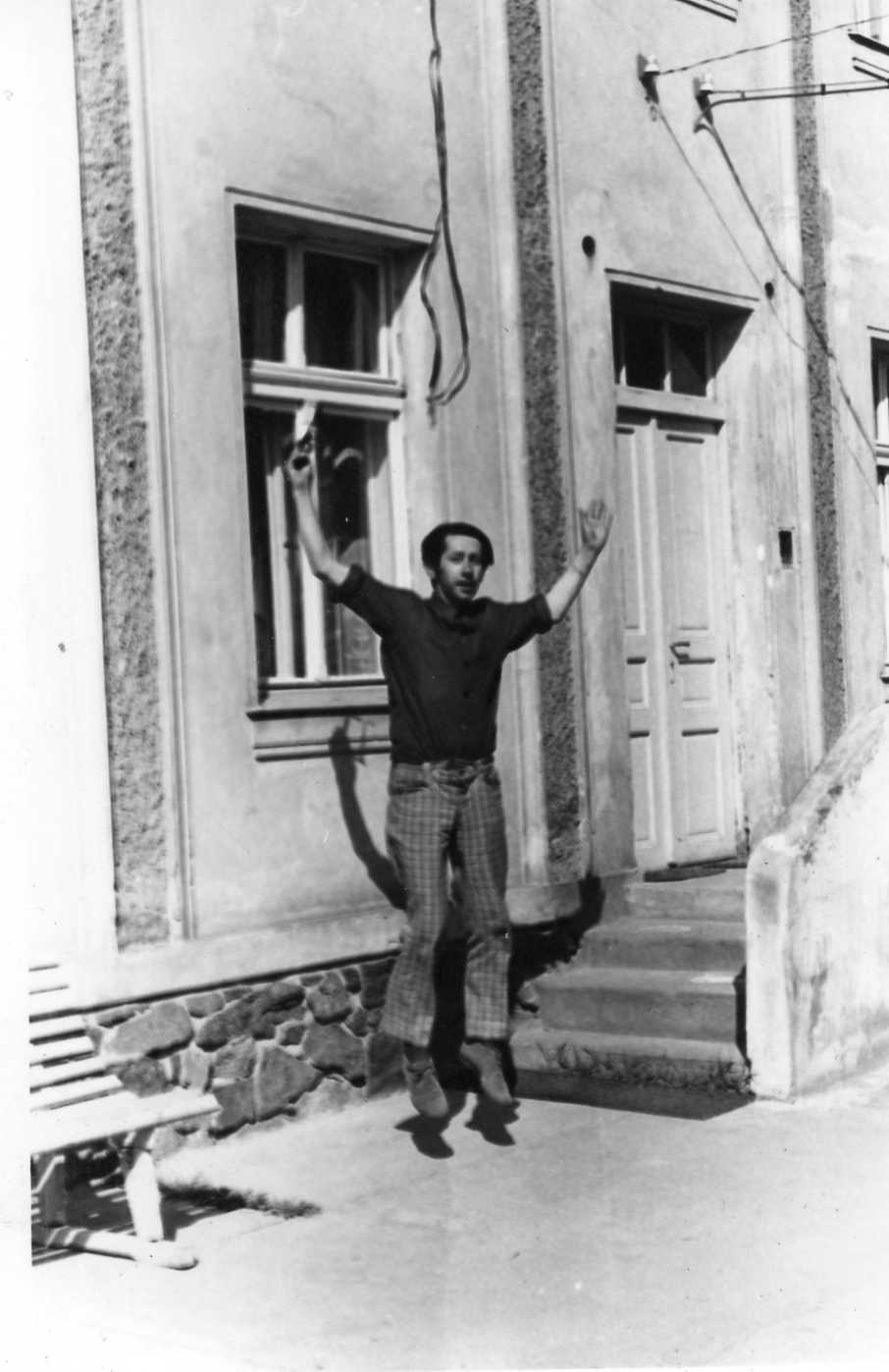
Karel Šebek v psychiatrické léčebně v Sadské (1974)

Narodil se v rodině Štětkových jako Karel Štětka, dětství prožil v Jilemnici u babičky. Po Karlově maturitě otec nechal celou rodinu přejmenovat na Šebkovy. Karel Šebek byl synovcem spisovatele Jaroslava Havlíčka a bratrancem klinického psychologa a básníka Zbyňka Havlíčka. Jeho děd, gymnaziální profesor Karel Štětka, byl zakladatelem pravděpodobně prvního podkrkonošského spiritistického nakladatelství.
Karel Šebek absolvoval jedenáctiletou školu a sanitářský kurs a nastoupil na místo sanitáře v psychiatrické léčebně v Dobřanech u Plzně. Byl inspirován fantaziemi schizofreniků i jinak duševně nemocných, zkoušel na sobě účinky různých léků a drog. Po neúspěšném pokusu pomoci několika pacientům k útěku z blázince se pokusil o sebevraždu a následně přešel roku 1960 z role ošetřovatele do role pacienta.
Po propuštění pracoval v lese, na stavbě mládeže, na poště, v knihkupectví, v kotelně, v automobilce i jinde.
Od počátku 60. let opsal Šebek na psacím stroji mnoho desítek (zhruba dvě stovky) surrealistických knih. Jejich autory byli André Breton, Paul Éluard, Vítězslav Nezval, Bohuslav Brouk, Zbyněk Havlíček, Vratislav Effenberger, Petr Král, Stanislav Dvorský a mnoho dalších.
Zbyněk Havlíček jej seznámil se Surrealistickou skupinou. Zasvětil jej do poezie, seznámil jej s dílem Bretona a dalších literátů; básníků a prozaiků. Psaní „naordinoval“ Havlíček svému bratranci Karlovi v rámci arteterapie, nicméně Karel byl básníkem a zůstal jím až do svého zmizení, do jaké míry bylo jeho dílo arteterapií je diskutabilní, každopádně jeho život se prolínal s poezií a poezie se prolínala s jeho životem víc než u kteréhokoliv jiného umělce té doby u nás.
V polovině 60. let se opět usídlil v psychiatrické léčebně a s Havlíčkem v rámci terapie experimentoval s LSD; pokusů s LSD se dobrovolně účastnila téměř celá tehdejší jinak ilegálně působící Surrealistická skupina.
Po smrti Zbyňka Havlíčka, který podlehl leukémii, se roku 1969 Šebek začal nenávratně propadat do hlubin úzkostné toxické psychózy. V tomto období opakovaně pobýval v psychiatrických léčebnách (Kosmonosy, Sadská, Bohnice, protialkoholní léčebna v Praze u Apolináře…), několikrát se pokusil o sebevraždu, horečně psal a rozesílal texty.
Pětadvacetkrát se neúspěšně pokusil o sebevraždu. Při pádu ze čtvrtého patra z bytu v domě v Lublaňské ulici v Praze (u náměstí I. P. Pavlova) dopadl na trabant. Trabant byl zcela zdemolován, Šebek zůstal živ a zdráv s lehkým zraněním. V bytě toho času sídlila komunita narkomanů, ale Šebek komunitu přetvořil na „továrnu na poezii a koláže“. Všichni narkomani tvořili jako diví básně, lepili a vystřihovali koláže. Mezi Šebkovy legendární pokusy o sebezničení patří např. srážka s lokomotivou. Kráčel po trati proti lokomotivě. Ocitl se pět minut v klinické smrti, ale přežil. Věšel se, lano se utrhlo, polykal prášky, vypumpovali mu žaludek. Surrealistický básník a prozaik Pavel Řezníček jej nazval „posledním žijícím fextem“ (nesmrtelnou bytostí). Své krédo „Život je choroba, kterou je nutné přežít“ naplnil Karel Šebek beze zbytku svým životem.
V dubnu 1995 byl dočasně propuštěn z léčebny v Dobřanech. Odjel do Prahy. Potom, co byl odmítnut několika přáteli, protože se choval nezvykle podivně, agresivně (chtěl si vypůjčit peníze nebo cokoliv, co lze zpeněžit; nakonec získal alespoň příspěvek na nové brýle), se rozhodl vrátit. Naposledy byl viděn 11. dubna 1995 přítelem básníkem na nádraží, rozloučili se, Šebek odjel do léčebny v Dobřanech, jak tvrdil. Od té doby je nezvěstný. Stal se legendou, surrealisté a mnoho dalších umělců a příznivců jej považují za nejprokletějšího českého básníka všech dob.

## Dílo
První literární pokusy psal již v útlém mládí.
Šebkovy básně otiskovaly Analogon, Literární noviny, Tvar, Orientace, Host, Vokno, Doutník, samizdatový sborník Koruna a další tiskoviny.
- Dívej se do tmy, je tak barevná. Texty z let 1985–1994, koláže. Nakl. Intermezzo Kroměříž a Host Skalice nad Svitavou, 1996. Uspořádal Jan Nejedlý. ISBN 80-902127-4-3
- Ruce vzhůru. Básně. Vyšlo v samizdatové edici Auroboros Praha 1981. Sestavil Miroslav Drozd. Ilustrovali M. Stejskal, P. Turnovský a K. Šebek.
- Ruce vzhůru. Básně a 9 vlastních koláží. Nezávislé tiskové středisko Ruiny Plzeň. Nedatováno. Podle výše zmíněné samizdatové sbírky.
- Karel Šebek – poesie. Edice Melog, Paris, 1988, ed. J. Gladiator.
- předmluva ke sbírce Slátaniny, Jaroslav Kocvera, Praha, Herrmann, 1995.
- Guarda nel buio, com'è variopinto, italské vydání, překlad: Antonio Parente, předmluva: Pavel Řezníček, ed. Il Ponte del sale, Rovigo 2007
- Přicházím po napjatém náhrdelníku,(Z dopisů K. Š. Zbyňku Havlíčkovi z let 1959–1961), 65 čísl. výtisků, Praha 2012.
- Probuď se anděli, peklo spí, (???), viz web ČBDB.
- Karel Šebek, Eva Válková, Sanitka. Básně, Dobřany 1993–1995, Sdružení Analogonu, 2015.
- Zítra je nikdy, soubor básní a koláží. Vydáno u příležitosti autorových výstav ve Vrchlabí a v Jilemnici, červen 2015, Sdružení Analogonu, 2015.
- Úzkost je rozkoš, dvoudílné souborné vydání díla Karla Šebka, Dybbuk, 2022. ISBN 978-80-7690-037-0, ISBN 978-80-7690-038-7
- Otazník vykřičníku naděje, (texty 1993-1995), soubor nevydaných básní, Koniáš, Plzeň 2025, ISBN 978-80-86948-43-0

Po světě existují tisíce opisů nikdy nevydaných Šebkových básní, které rozesílal během svého života.

### Ukázky
- Ukázka z knihy Dívej se do tmy, je tak barevná Archivováno 15. 7. 2007 na Wayback Machine. (Antologie české poezie Vrh křídel)
- báseň S očima bez očí, 1977, a profil autora (Rozrazil on-line, archivovaná verze z 27. 9. 2007)
- Karel Šebek: báseň, časopis Obrácená strana měsíce (OSM) 4/2006 (na web.archive.org), str. 6
- Pavilon zamřížovaný z šeříku (1972) (výběr Jan Burian, [web.archive.org] 19. 10. 2008)
- Všechno se stalo v okamžiku kdy jsem omylem zemřel… (1973) (blog Michala Jareše)
- Eva Válková, Karel Šebek: Ostatní se mi úspěšně vyhnuli… (Dobřany, 16. 3. 1995) (PLŽ, Plzeňský literární život, číslo 9, 2005, str. 3)
- Karel Šebek: Jsem za sebe převlečen Nedělní chvilka poesie, 5. 7. 2015, připravil: B. Solařík
- Z korespondence, soubor dopisů, foto a koláží. Připravil Petr Král. Větrné mlýny, str. 30–36.

### Recenze a ohlasy
- Martin Stejskal: Nehybné letní odpoledne, Analogon č. 8, 1992
- Pavel Řezníček: Výbor z celoživotního díla Karla Šebka, prokletého básníka našich krajin a časů, Denní telegraf, 20. 6. 1996
- Pavel Řezníček: Prsty panenky přejeté nočním vlakem, Nové knihy, 7. 7. 1996
- Vladimír Novotný: Terra incognita, Lidové noviny, 3. 8. 1996
- Marie Langerová: Dívej se do tmy, jak je barevná, Týden, 19. 8. 1996
- Surrealismus za mřížemi, televizní dokument, 51 minut. (Česká televize, ČT 2 22. 9. 2004 10:00 h)
- Poslední fext (13–15minutový filmový dokument, Lukáš Houdek, 2002)
- Pavel Řezníček: Parašutista poesie (vzpomínka na Karla Šebka), časopis Obrácená strana měsíce (OSM) 4/2006 Archivováno 21. 10. 2007 na Wayback Machine., Graphic House, Ostrava, str. 3
- Jaroslav Červenka: Dívej se do tmy, je tak barevná, recenze. Octopus, časopis studentů Právnické fakulty MU v Brně, č. 15, cca 1999.
- Nad Botičem. Archivováno 7. 10. 2007 na Wayback Machine. Večer poezie Karla Šebka, jehož se nakonec zúčastnili jen 4 lidé. (Čmelák a svět, 3/2004)
- František Dryje: Surrealismus není Umění, Praha, Concordia, 2005. ISBN 80-85997-26-6
- Ivo Harák: Nepopulární literatura. Ústí nad Labem: Městská knihovna Varnsdorf; CKK sv. Vojtěcha, 1999. ISBN 80-902437-7-0
- Radim Kopáč: Je tu nejdrahocennější hlava : rozhovory od surrealismu k surrealismu. Praha: Concordia, 2003. ISBN 80-85997-17-7
- František Dryje, Pavel Řezníček: Letenka do noci (Antologie současné surrealistické poezie), Brno, Petrov, 2003. ISBN 80-7227-174-1. (recenze Pavla Kotrly).
- Pavel Řezníček: Holič a boty. Sbírka věnovaná památce Karla Šebka. Pragma, 1997. ISBN 80-7205-388-4
- Pavel Turnovský, astrolog: Portrét Karla Šebka, 18. 3. 1976
- Starnuto di Karel Sebek, italský film inspirovaný poesií autora, 2008
- Literární.cz: Karel Šebek: Na okraj šílenství. 2012.
- Příběh fexta Karla Šebka. (Český rozhlas Brno.)
- Šebek ztracený a znovunalezený, ohlasy k 20. letům od jeho zmizení, Analogon 75, 2015
- Blog.Respekt.cz: 20 let od zmizení K. Š,

## Výstavy
V červnu 2015 byly v galerii Morzin ve Vrchlabí (19. 6.) a v Jilemnici (20. 6) uspořádány dvě výstavy autorových koláží a kreseb pod názvem Karel Šebek žije. (V Jilemnici pod názvem Zítra je nikdy aneb Třikrát Jilemnice.) 31. března 2016 se pod stejným názvem otevřela výstava Šebkových koláží a kreseb v prostorách knihovny Libri prohibiti na Senovážném náměstí v Praze.